# Dotter
Dotter, pseudonimo di Johanna Maria Jansson (Arvika, 10 giugno 1987), è una cantautrice svedese.

## Biografia
Nata ad Arvika, Dotter si è successivamente trasferita a Stoccolma per studiare alla Kulturama Music School. Nel 2014 ha pubblicato il suo singolo di debutto My Flower. Ha poi partecipato all'evento di beneficenza Musikhjälpen.
Nel 2017 ha co-scritto A Million Years di Mariette, che ha preso parte al Melodifestivalen 2017, piazzandosi al quarto posto. L'anno successivo ha preso parte personalmente al concorso con Cry, piazzandosi al penultimo posto nella sua semifinale e non riuscendo quindi a procedere agli stadi successivi del programma.
Nel 2020 ha partecipato nuovamente al Melodifestivalen, questa volta con il brano Bulletproof, riuscendo questa volta a qualificarsi alla serata finale alla Friends Arena, dove si è classificata al 2º posto su 12 partecipanti con 136 punti totalizzati.
Nel 2021 ha tentato nuovamente il Melodifestivalen con il brano Little Tot, che le è valso la qualificazione direttamente alla serata finale, dove è finita al 4º posto.
Il 1º dicembre 2023 è stata annunciata la quarta partecipazione di Dotter al Melodifestivalen con il brano It's Not Easy to Write a Love Song. La cantante si è esibita nella quarta semifinale del concorso, ottenendo l'accesso diretto alla finale, in cui si è piazzata all'ultimo posto con 34 punti totalizzati.

## Influenze musicali
Dotter ha più volte affermato che il suo stile musicale è stato fortemente influenzato da artisti come i Jefferson Airplane, Joni Mitchell, i First Aid Kit e Florence and the Machine.

## Discografia

### Singoli

#### Come artista principale
- 2014 – My Flower
- 2015 – Dive
- 2016 – Creatures of Sun
- 2017 – Evolution
- 2017 – Rebellion
- 2018 – Cry
- 2018 – Heatwave
- 2019 – Walk with Me (con Måns Zelmerlöw)
- 2019 – I Do
- 2020 – Bulletproof
- 2020 – Backfire
- 2020 – I'm Sorry
- 2020 – New Year
- 2021 – Little Tot
- 2021 – Jealous
- 2022 – Bon Voyage
- 2022 – Varför
- 2022 – Only Good Die Young
- 2022 – Lättdistraherad
- 2023 – No Room for Love
- 2024 – It's Not Easy to Write a Love Song
- 2024 – Christmas Winter Heart (con Lasse Skriver)
- 2025 – Sirens

#### Come artista ospite
- 2023 – Disobey (Kaaze feat. Dotter)